# Jumkils kyrka
Jumkils kyrka är en kyrkobyggnad i Jumkils socken som tillhör Bälingebygdens församling i Uppsala stift. Kyrkan ligger på krönet av en brant sluttning ned mot Jumkilsån. Något hundratal meter åt norr ligger länsväg 272, Tidernas väg. Omkring 16 kilometer åt sydost ligger Uppsala centrum. Sedan 1800-talet omges kyrkogården av en kallmurad bogårdsmur. 1932 utvidgades kyrkogården åt norr och fick sin nuvarande utsträckning. Utanför kyrkogårdens södra sida står en klockstapel från 1746.

## Kyrkobyggnaden
Kyrkobyggnaden har en stomme av gråsten och tegel och består av ett rektangulärt långhus som är indelat i tre travéer. I öster finns ett rakt avslutat kor av samma bredd som långhuset. Vid långhusets nordöstra sida ligger sakristian som är byggd helt av tegel. Sakristian har två rum vars tak är välvda med kryssvalv respektive tunnvalv. Vid långhusets sydvästra sida ligger vapenhuset som är byggt av gråsten och har ett gavelröste av tegel med blinderingar.

### Tillkomst och medeltida ombyggnader
Långhuset uppfördes under 1300-talets förra hälft. Sakristian ligger inte i förband med långhuset men uppfördes under samma period. Förtagningsstenar tyder på att den var planerad från början. Omkring 1500 tillkom vapenhuset. Samtidigt fick kyrkorummet sina nuvarande tegelvalv som ersatte ett treklövervalv av trä. Sannolikt var det då man påbörjade ett tornbygge vid västra kortsidan. Tornet fullbordades aldrig.

### Senare ombyggnader
1732 rappades kyrkan utvändigt. 1736 förstorades sakristians fönster som försågs med järngaller. Fyra år senare måste fönstret lagas efter ett inbrott. 1764 togs ett nytt fönster upp i norra väggen. 1767 vitlimmades interiören. 1768 förstorades fönstren genom att förlängas nedtill. Åren 1828 - 1830 omdanades interiören och korfönstret förstorades då även dess glasmålningar avlägsnades. 1854 reparerades inredningen, en del nygjordes, och senare under 1800-talet förstorades fönstren. Restaureringar har ägt rum 1903, 1925 och 1932. 1932 framtogs och konserverades korets kalkmålningar, tillkomna omkring 1500.

## Inventarier
- I koret står en dopfunt av gotländsk sandsten som är tillverkad vid slutet av 1100-talet av Semibyzantios. På cuppan finns bilder som skildrar Jesu barndom. Foten har fyra skulpterade huvuden som sticker ut.
- Predikstolen i renässansstil är tillverkad 1670. På dess korg finns målade bilder av evangelisterna.
- På altaret står ett altarskåp från 1470. I dess mittparti finns fyra helgonbilder.
- Ett stort triumfkrucifix på södra långväggen är tillverkat omkring år 1500.
- I korvalvet finns en järnkrona som troligen är från 1400-talet.
- Kyrkorummets slutna bänkinredning är tillverkad 1761 och ombyggd 1831 och 1925.
- I koret hänger två begravningsvapen, det ena efter ryttmästaren Erik Andersson Rosensabel (avliden 1656), det andra efter överstelöjtnanten Peter Hästesko (avliden 1698).[1]

### Orgel
- 1664 reparerades ett positiv av Engelhardt.
- Den nuvarande orgeln köptes 1771 troligen av Niclas Söderström, Nora. Eller så byggdes orgeln 1770 av Niclas Söderström och Mattias Swahlberg den yngre. Orgeln placerades på en västläktare. Orgeln byggdes av en okänd person omkring 1740. Orgeln är mekanisk med slejflådor och har ett tonomfång på 51/27 (tidigare 51/20). 1855 renoverades orgeln av Daniel Wallenström, Uppsala. Han byggde till en Flauto amabile 8'. 1934-1935 tillbygges och renoverades orgeln av Olof Hammarberg, Göteborg. 1990 renoverades orgeln av Tomas Svenske, Knivsta.

| Manual                   | Pedal             | Koppel  |
| Principal 8' (1934)      | Subbas 16' (1934) | Man/Ped |
| Flauto amabile 8' (1855) |                   |         |
| Gedakt 8'                |                   |         |
| Oktava 4'                |                   |         |
| Spetsflöjt 4'            |                   |         |
| Oktava 2'                |                   |         |

## Bildgalleri

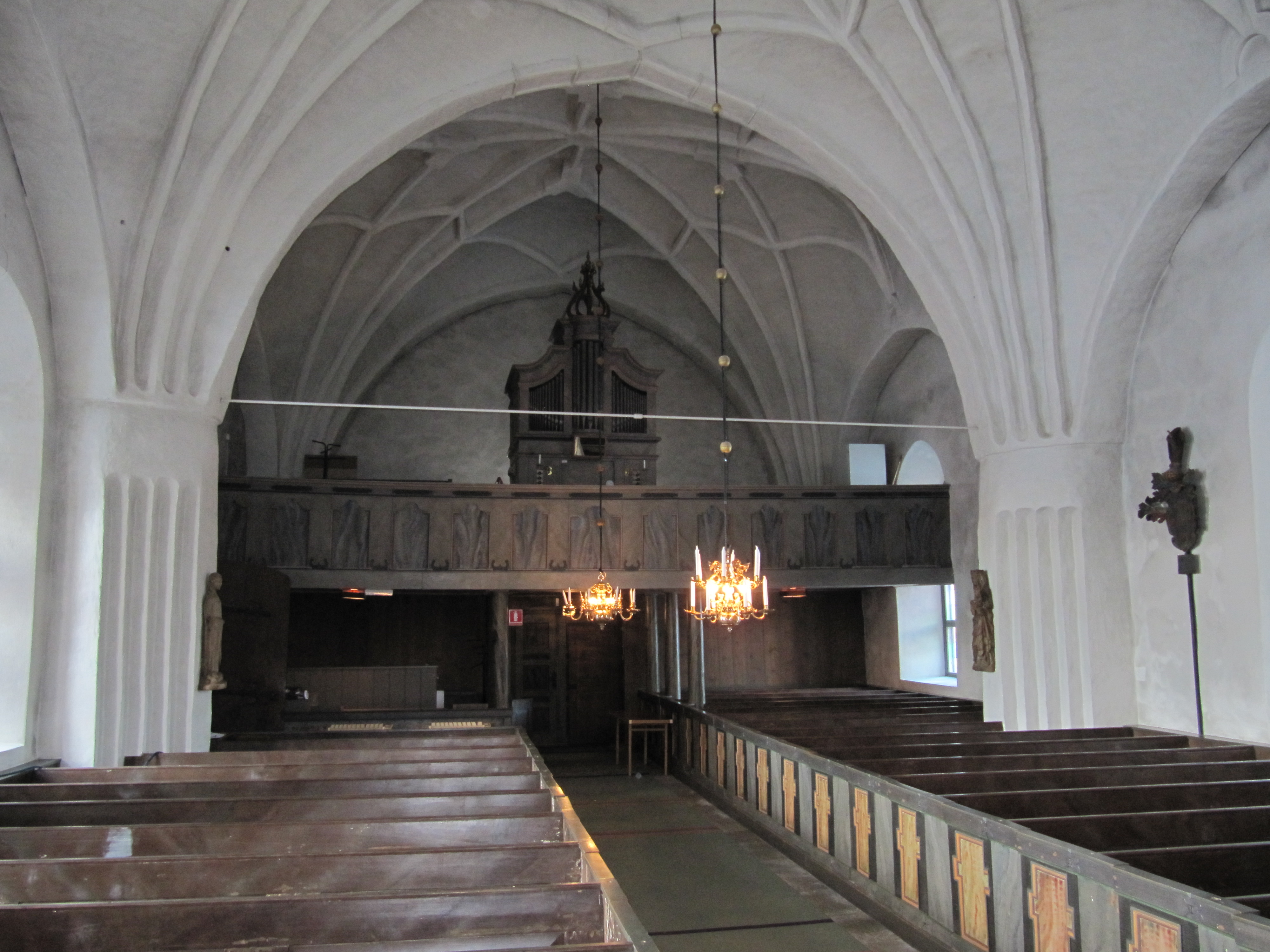
Kyrkorum mot orgelläktare
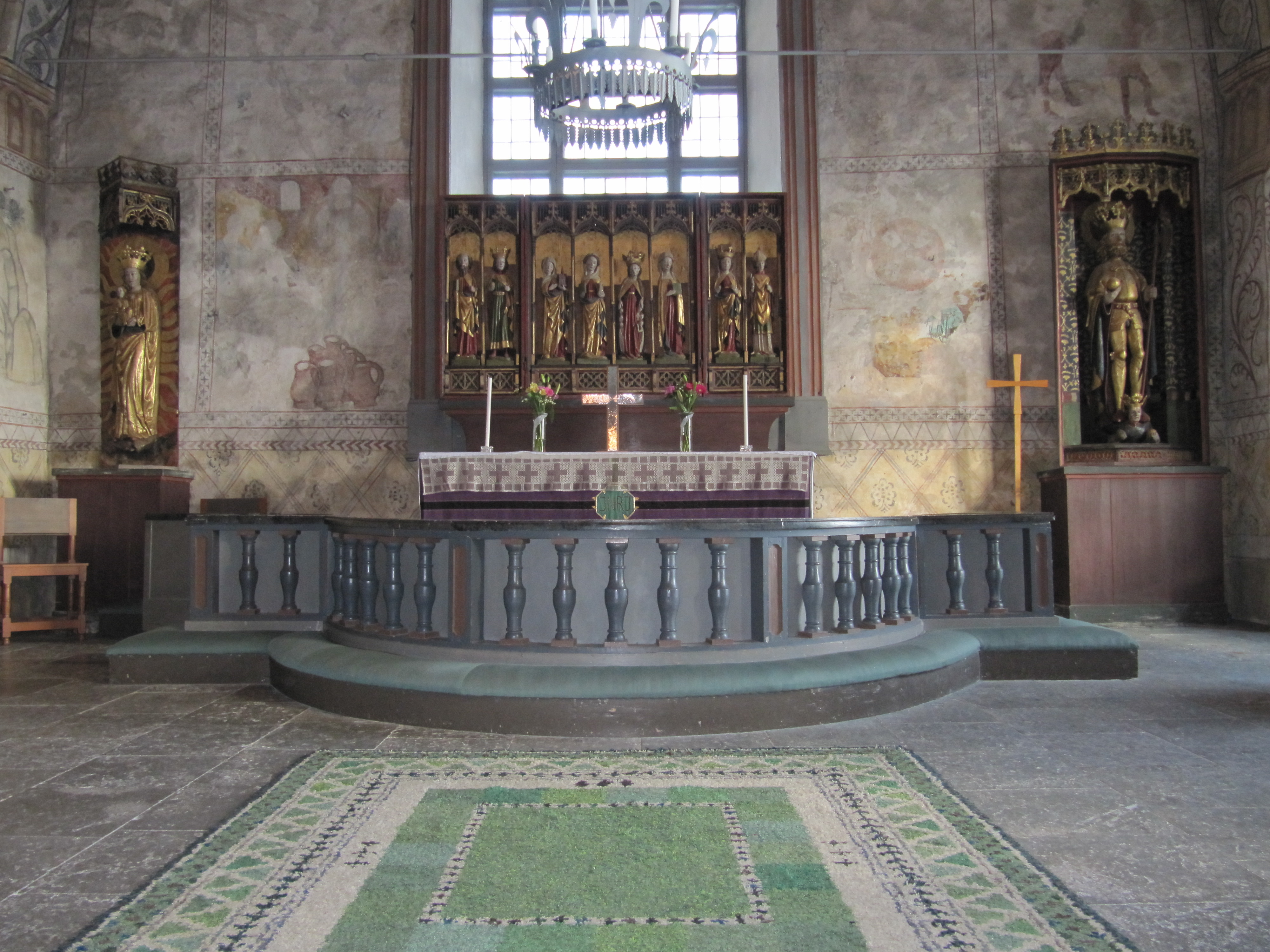
Koret
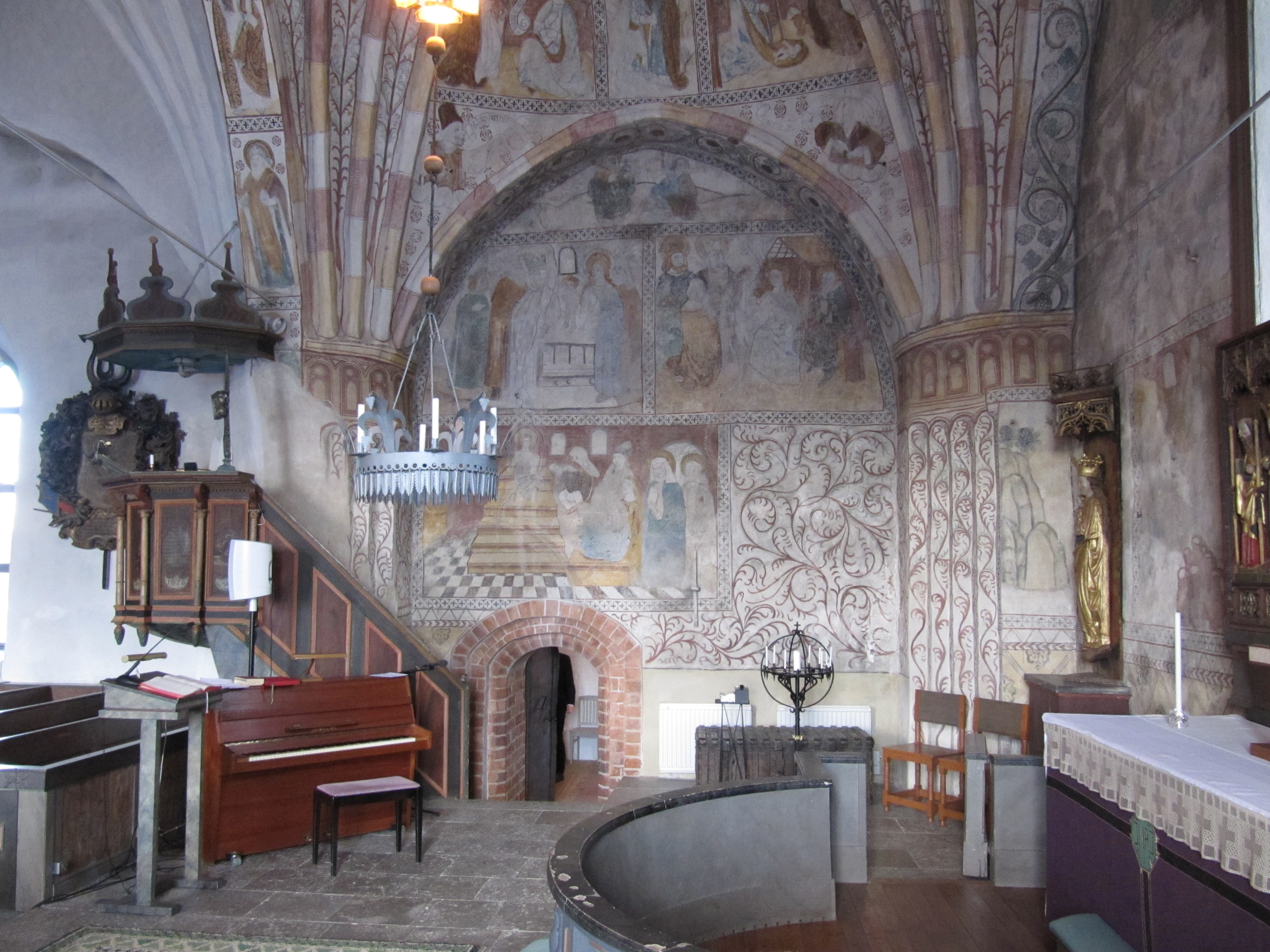
Norra korväggen
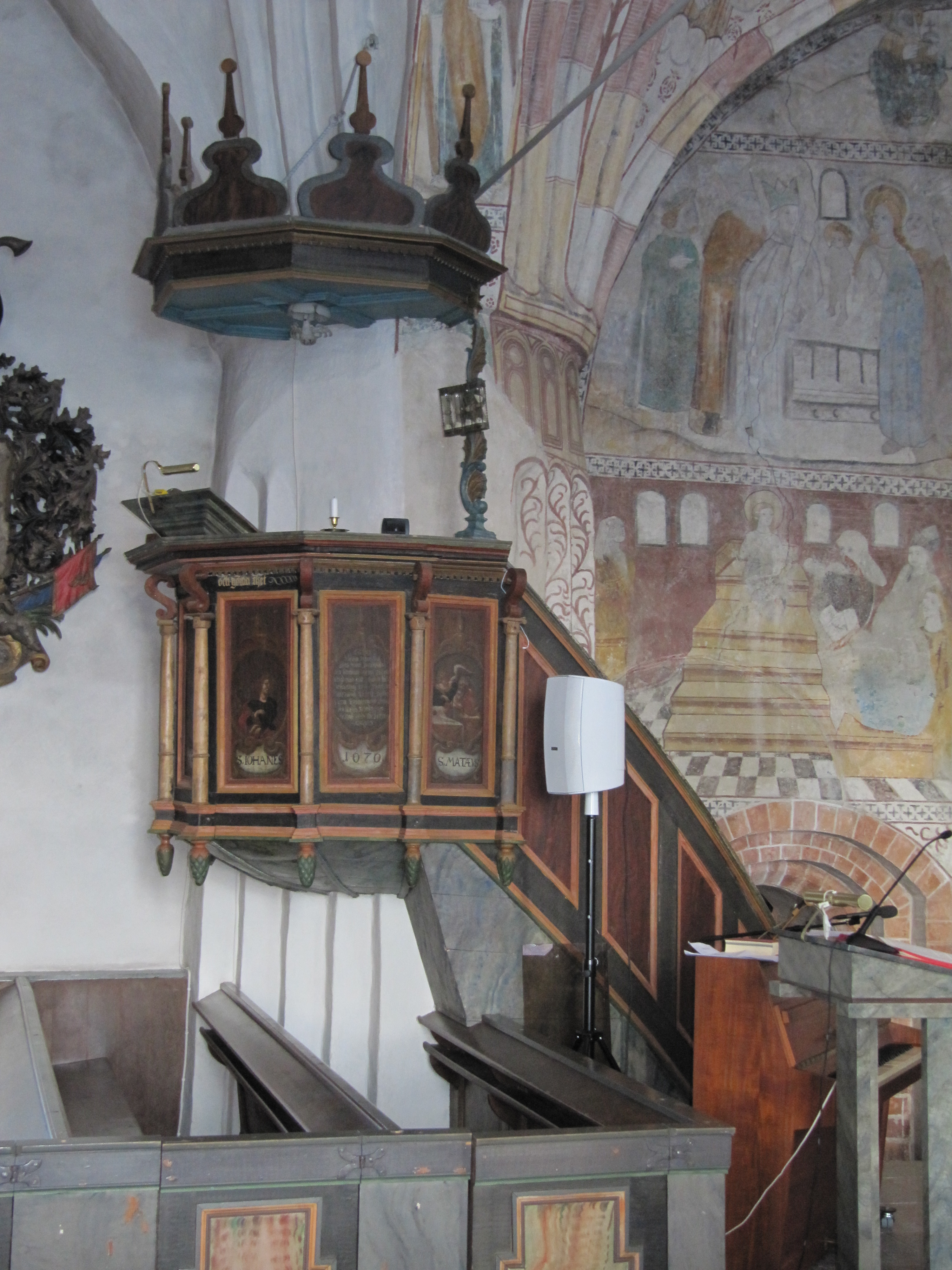
Predikstol
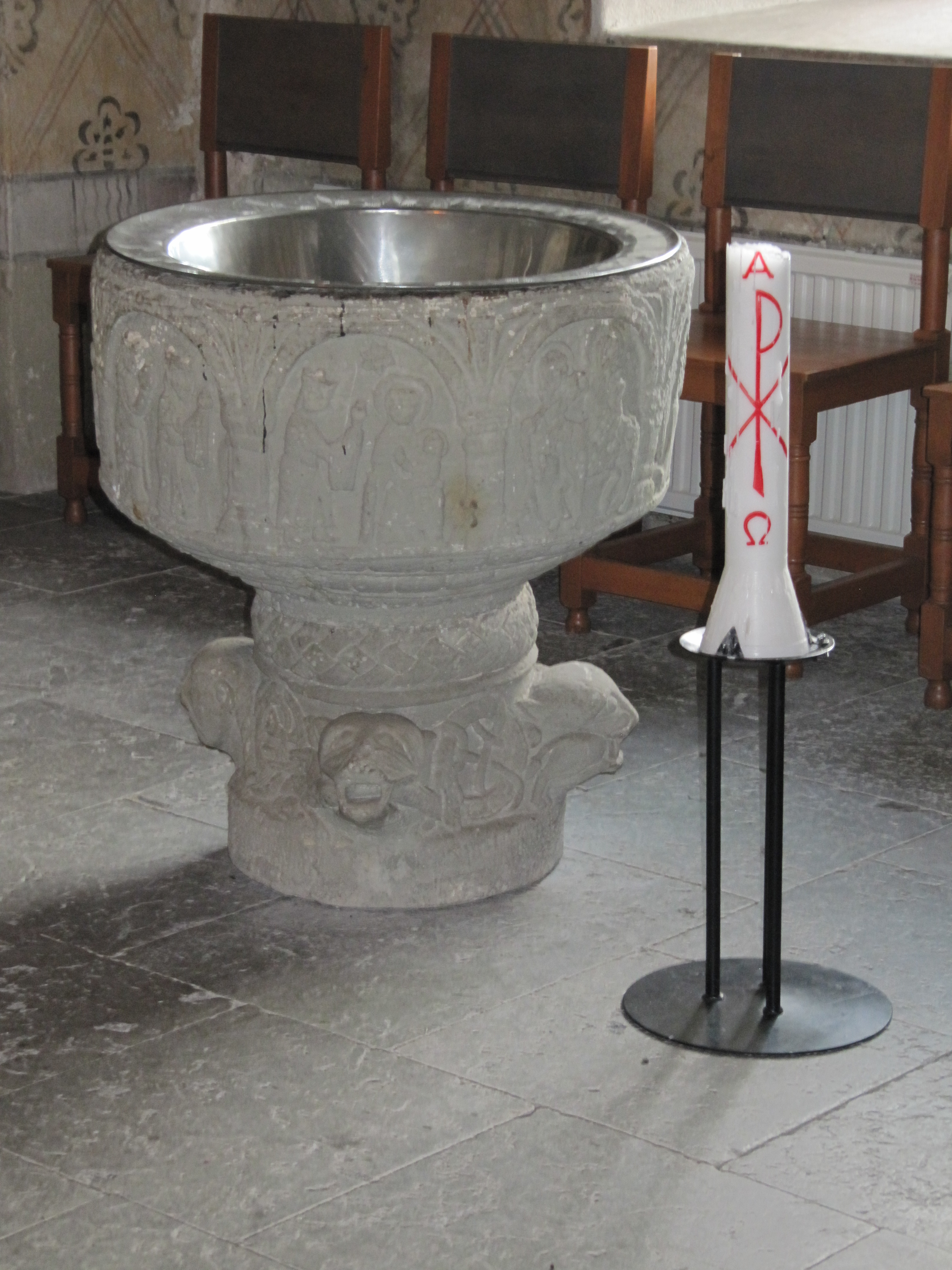
Dopfunt
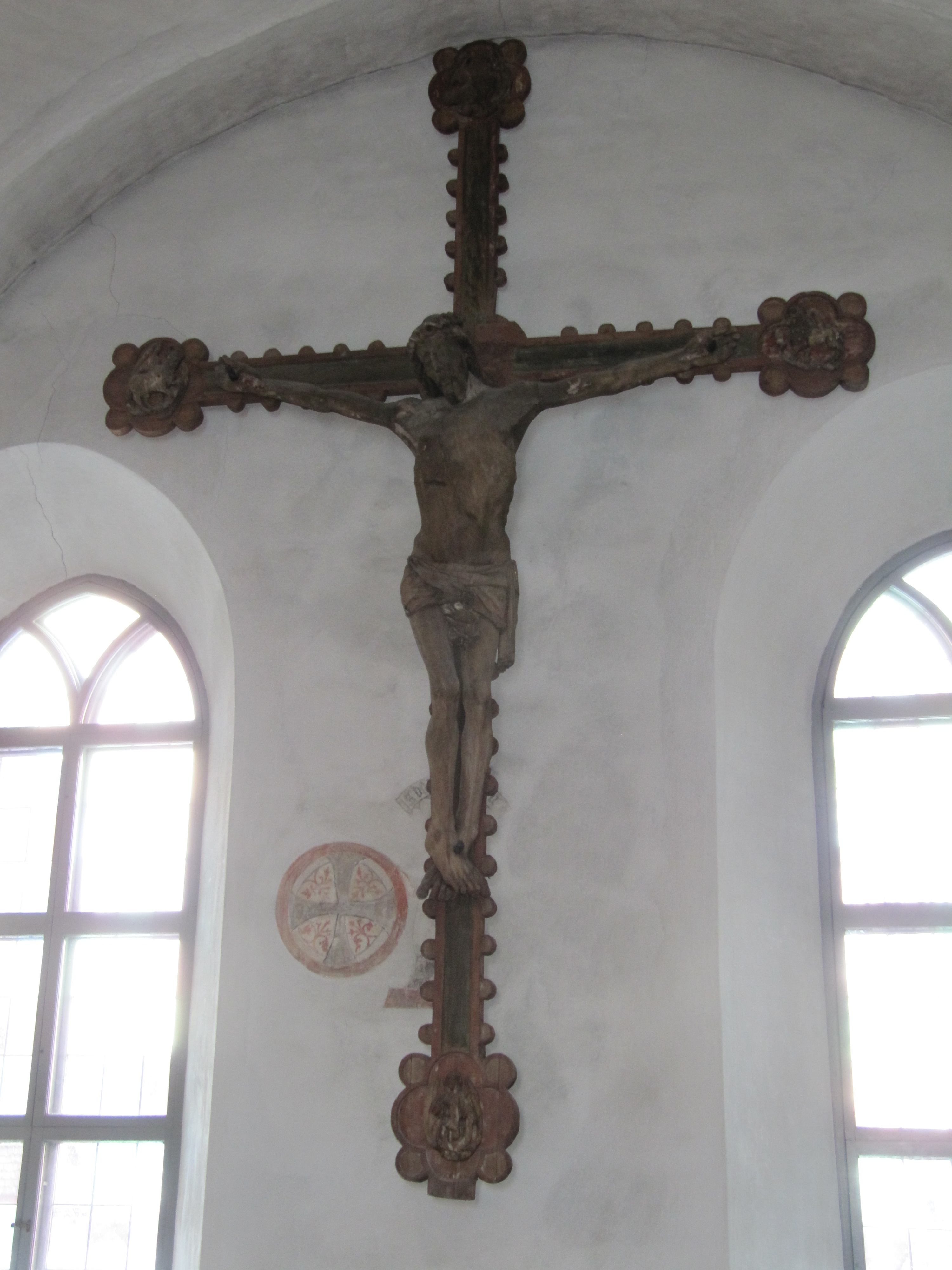
Triumfkrucifix
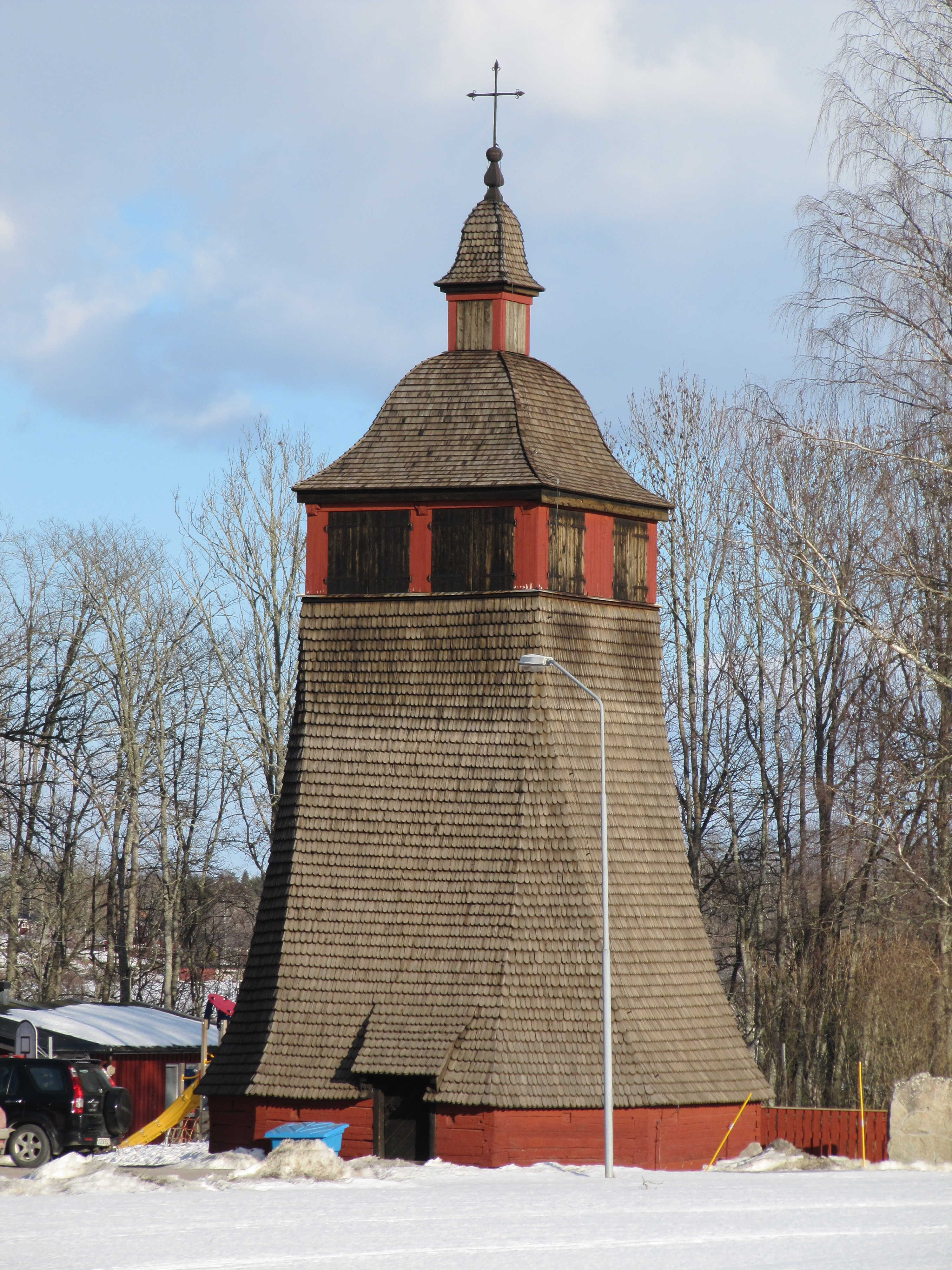
Klockstapel
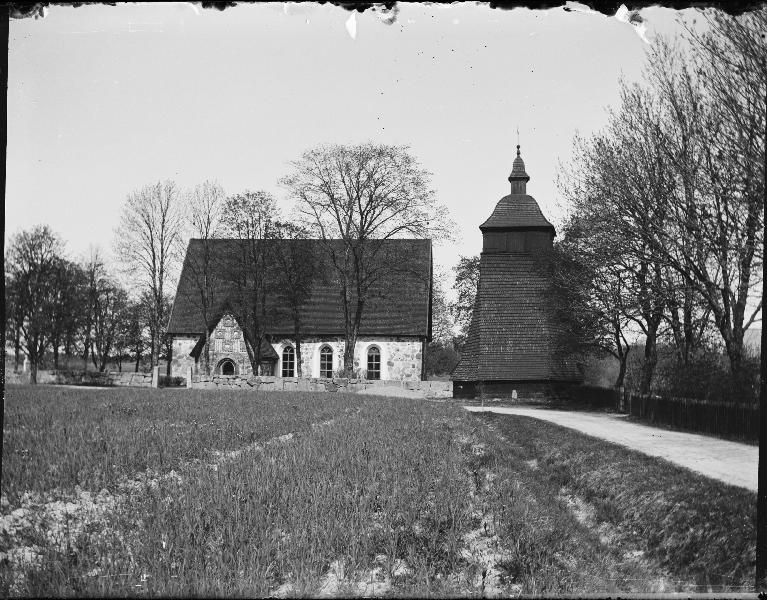
Kyrka med klockstapel år 1911
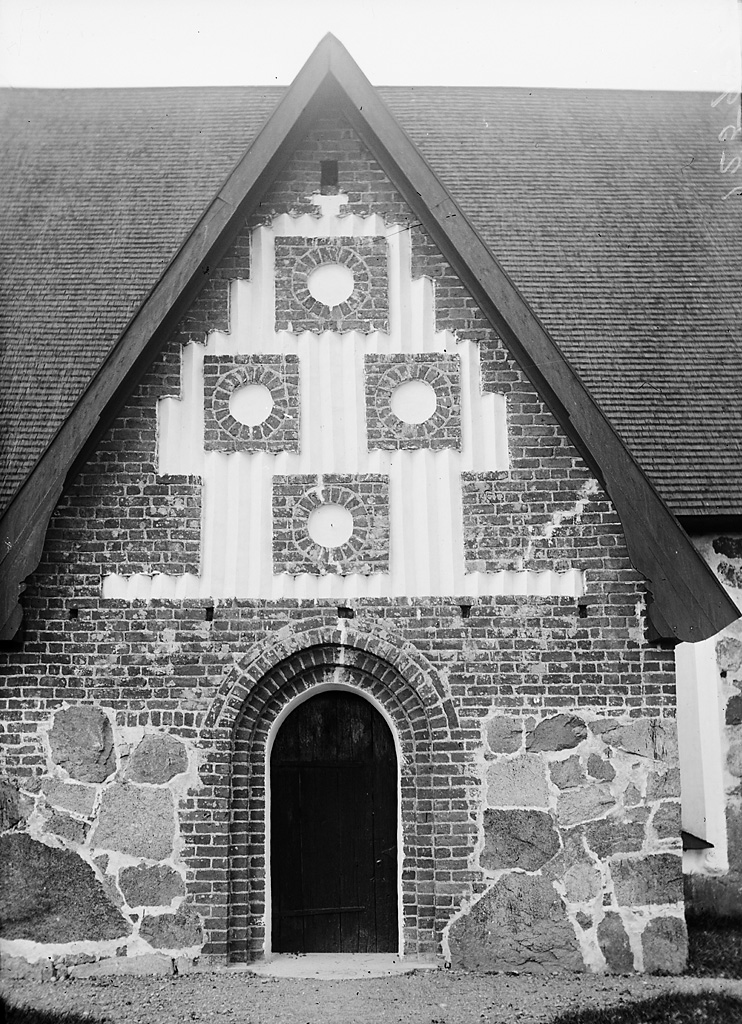
Fotografi av Einar Erici, 1934.

### Webbkällor
- Upplandia.se - En site om Uppland

### Fotnoter
1. ↑  Bengt Järbe (1979). Sällsamheter i Uppland. Del 2. Stockholm: Rabén & Sjögren. sid. 252-253. ISBN 91-29-52819-4
2. ↑  Jan Håkan Åberg, red (1990). Inventarium över svenska orglar: 1990:II, Uppsala stift. Svenska kyrkan i utlandet. Tostared: Förlag Svenska orglar. Libris 4108784